# Wilhelm Jacob van Bebber

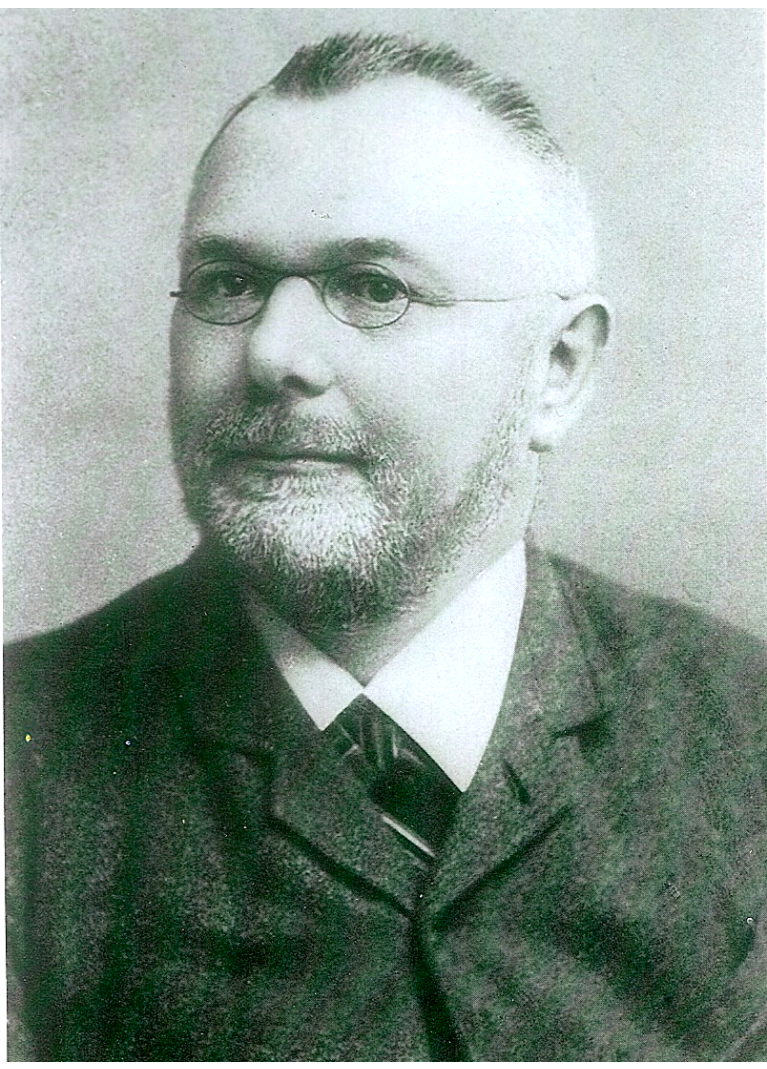
Wilhelm Jakob van Bebber

Wilhelm Jacob van Bebber (ur. 1841, zm. 1909) – niemiecki meteorolog.
Jest autorem jednego z pierwszych opracowań dotyczących przebiegu torów niżów nad Europą. Mapy przedstawiające szlaki cyklonów pozazwrotnikowych, wykreślone przez niego pod koniec XIX w., do dziś przedstawia się w literaturze klimatologicznej.